# 罗比兰泰
罗比兰泰（義大利語：Robilante），是意大利库内奥省的一个市镇。总面积24平方公里，人口2420人，人口密度100.8人/平方公里（2009年）。ISTAT代码为004185。